# Rectarcturus kophameli
Rectarcturus kophameli là một loài chân đều trong họ Rectarcturidae. Loài này được Ohlin miêu tả khoa học năm 1901.